# Badr (nom)
Badr és un nom masculí i femení àrab (àrab: بدر, Badr) que significa ‘lluna plena’, però també ‘beutat’. Si bé Badr és la transcripció normativa en català del nom en àrab clàssic, també se'l pot trobar transcrit d'altres maneres.
Combinat amb paraules com dinastia o religió, Badr-ad-Dawla (بدر الدولة, Badr ad-Dawla, ‘Beutat de la Dinastia’) o Badr-ad-Din (بدر الدين, Badr ad-Dīn, ‘Beutat de la Dinastia’) és un làqab o títol emprat per diversos governants musulmans. El làqab Badr-ad-Din ha esdevingut tant usual que també s'empra com a nom de pila masculí.
Aquest nom també el duen musulmans no arabòfons que l'han adaptat a les característiques fòniques i gràfiques de la seva llengua: malai: Badruddin.
Vegeu aquí personatges i llocs que duen el nom Badr.
Vegeu aquí personatges i llocs que duen el nom o el làqab Badr-ad-Din.